# Золотые монеты России
Золотые монеты России — монеты из золота, которые использовались на протяжении веков на территории русского государства, начиная с Древнерусского государства.

## Древняя Русь

### Златник

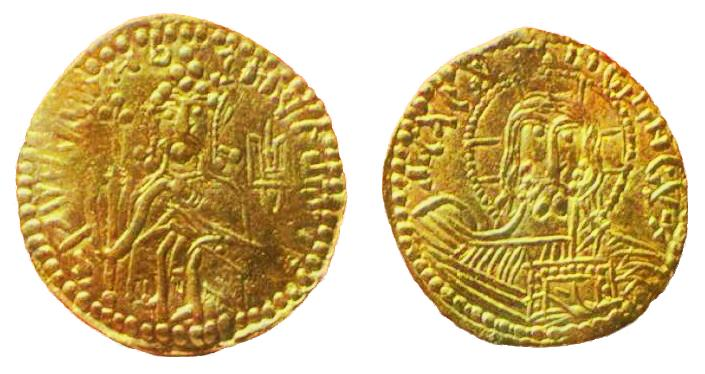
Златник Владимира

Златник (также — золотник) — первая древнерусская золотая монета, чеканившаяся в Киеве в конце Х — начале XI века вскоре после Крещения Руси князем Владимиром. Всего найдено 11 таких монет.

## Русское царство

### Угорский и корабельник Ивана III
- Корабельник — монета (медаль) Ивана III Васильевича, выпущенная при совместном правлении с сыном — Иваном Ивановичем. Опираясь на легенду монеты, содержащую оба этих имени, можно установить примерную дату её чеканки — между 1471 и 1490 годами. Монета сделана по подобию английского нобеля[1]. Единственный экземпляр хранится в Эрмитаже.
- Угорские — по образцу венгерских дукатов[2]. «Угорский» означало «венгерский»[3] и отличалось от современного значения слова (сейчас к уграм относят также манси и хантов[4]).

### Лжедмитрий I

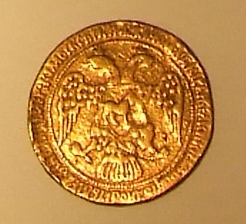
«Свадебный» золотой в 10 угорских (португал) Лжедмитрия I (1606, Эрмитаж)

Во время правления Лжедмитрия также выпускались «угорские» монеты.

### Шуйский
В период правления Василия Шуйского в обращение были выпущены золотые «новгородки» и «московски» (копейки и денги).

### Романовы
При Романовых, от Михаила до Петра, чеканились золотые монеты — червонцы, получервонцы и четвертьчервонцы.

## Российская империя
Первоначально основная золотая монета в России называлась червонец.
В результате монетной реформы Петра I в России была введена новая денежная система и появились первые регулярные золотые монеты — червонцы. По массе (3,47 г) и пробе (986) они целиком соответствовали венгерскому дукату (угорскому золотому, угорке). Первые червонцы были выпущены в 1701 году в количестве 118 экземпляров. Червонец 1706 года (дата буквами) известен в золоте в единственном экземпляре (музей Вены). Также выпускались монеты номиналом в два червонца массой в 6,94 г.
При Петре I червонцы чеканились с 1701 по 1716 год, после чего были заменены на монеты номиналом в два рубля. Чеканка червонцев была возобновлена Петром II в 1729. В царствование Елизаветы на червонцах, помимо года, также наносились сведения о месяце и, реже, дате чеканки.
Первое официальное название «золотой» появилось на пробной монете 1755 года императрицы Елизаветы Петровны достоинством в 10 рублей.
| Распределение чеканки монет по годам | Распределение чеканки монет по годам       | Распределение чеканки монет по годам | Распределение чеканки монет по годам |
| Император                            | Червонец                                   | Двойной Червонец                     |                                      |
| ------------------------------------ | ------------------------------------------ | ------------------------------------ | ------------------------------------ |
| Пётр I                               | 1701—1703, 1706—1707, 1710—1714, 1716      | 1701—1702, 1714                      |                                      |
| Пётр II                              | 1729                                       |                                      |                                      |
| Анна Иоанновна                       | 1730, 1738, 1739                           |                                      |                                      |
| Елизавета                            | 1742—1744, 1746—1749, 1751—1753, 1755—1759 | 1749, 1751, 1755                     |                                      |
| Пётр III                             | 1762                                       |                                      |                                      |
| Екатерина II                         | 1762—1783, 1785—1786, 1795—1796            |                                      |                                      |
| Павел I                              | 1796, 1797                                 |                                      |                                      |
| Александр I                          | 1802, 1804—1805                            |                                      |                                      |

В разные годы в монетной системе России использовались золотые: полтина; один, два и три рубля; 5 рублей, полуимпериал; был и дробный номинал золотой монеты — семь с половиной рублей. Кратными пяти были и номиналы в 10 рублей, один червонец и империал, а также 15 рублей, 20 рублей и двойной червонец.
Для Финляндии и Польши, имевших собственные денежные системы, чеканились золотые монеты в 10 и 20 марок, 25 и 50 злотых.
Из золота были отчеканены пробные монеты в 5 русов (1/3 империала), 10 русов (2/3 империала) и 15 русов (империал).
Из золота были изготовлены крупные номиналы золотых донативных монет царской чеканки — 25 рублей и 37 с половиной рублей (что было эквивалентно 100 французским франкам)".
Необходимо особо отметить голландские дукаты (червонцы), по образцу которых с 1735 по 1868 год тайно чеканились точные русские копии, получившие в официальных документах название «известная монета». Поначалу они предназначались только для заграничных платежей и выплаты жалования русским войскам, ведущим военные действия в Средней Азии, на Кавказе и в Польше, откуда в конце концов попали и во внутреннее обращение. Местные названия — лобанчик, арапчик, пучковый (от изображённого на монете воина с пучком стрел). В самой Голландии чеканка этих червонцев была приостановлена в 1849 году (это последняя дата и на русских копиях), а в России прекратилась в 1868-м после протеста голландского правительства.
В СССР хранение золотых монет Российской империи было запрещено. Например, в 1929 году отец Л. Д. Ландау был задержан экономическим отделом АзГПУ по обвинению в незаконном хранении золотых монет дореволюционной чеканки. Взамен обнаруженных золотых монет ему были выданы совзнаки по номинальному курсу того дня.

## РСФСР и СССР

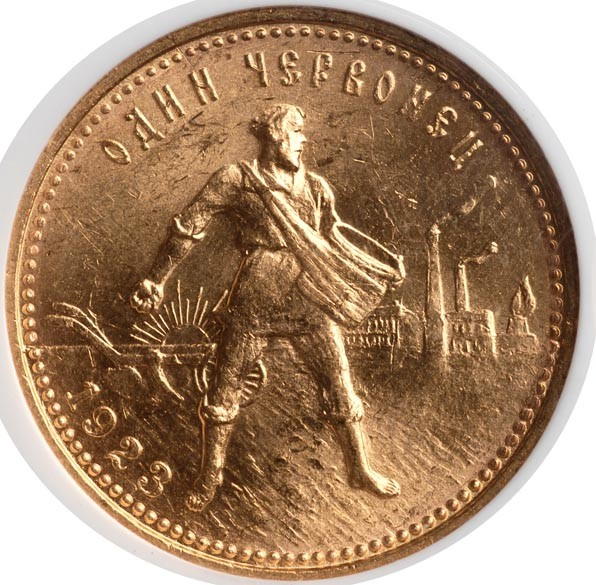
Червонец 1923 года

Одновременно с выпуском бумажных червонцев в октябре 1922 было принято решение о выпуске золотых червонцев в виде монет — см. Сеятель (монета).
По своим весовым характеристикам (8,6 г, 900 проба) и размерам червонец полностью соответствовал дореволюционной монете в 10 рублей. Автором рисунка стал главный медальер монетного двора А. Ф. Васютинский (также автор окончательного варианта ордена Ленина и первого значка ГТО). На аверсе монеты был изображён герб РСФСР; на реверсе — крестьянин-сеятель, выполненный по скульптуре И. Д. Шадра (натурщиками были два крестьянина деревни Праговая Шадринского уезда Перфилий Петрович Калганов и Киприян Кириллович Авдеев), ныне находящейся в Третьяковской галерее. Все червонцы этого периода датированы 1923 годом. В 1975—1982 годах Госбанк СССР выпустил новодел монеты.

## Российская Федерация
- Георгий Победоносец (монета) (2006) — 50 рублей
- Сочи 2014 (монеты)